# Шлюп (тип вітрильного озброєння)

Бермудський шлюп оснащений бермудським гротом (A) і стакселем (B)

Шлюп (від нід. sloep) — однощоглове морське судно. Має два вітрила. Шлюп з бермудським гротом, 1-2 стакселями і спінакером називається бермудським шлюпом і є найпоширенішим типом вітрильних яхт.

## Опис

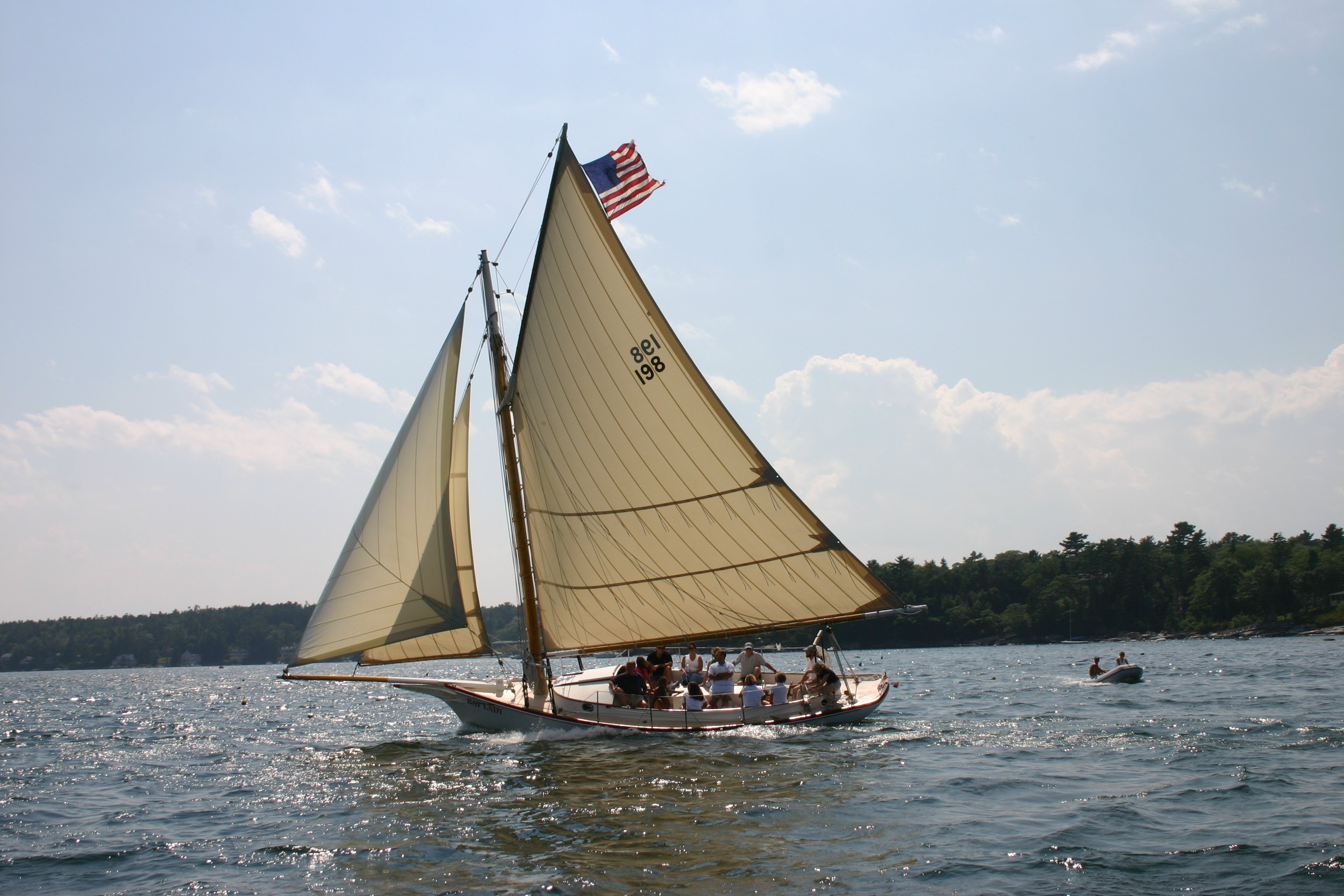
Френдшипський шлюп зі скловолоконним корпусом Bay Lady (1979 р.), оснащений гафельним гротом і двома кліверами

Шлюп зазвичай має один стаксель, хоча американські френдшипські шлюпи (названі за містом Френдшип) мали гафельне озброєння з бушпритом і кількома носовими вітрилами. Однощоглові судна з числом носових вітрил більше одного (вони можуть бути стакселями та/або кліверами) прийнято називати кутерами (тендерами).

Шлюп з марселем

Схема бермудського шлюпа: 1 — Грот, 2 — Стаксель, 3 — Спінакер, 4 — Корпус, 5 — Кіль, 6 — Стерно, 7 — Скег, 8 — Щогла, 9 — Краспиця, 10 — Ромбованта, 11 — Грот-шкот, 12 — Гік, 14 — Спінакер-гік, 15 — Ахтерштаг, 16 — Форштаг, 17 — Відтяжка гіка

На повних курсах (фордевінді, бакштагу) шлюп може нести прямий марсель на додатковій реї, шкоти якого кріпляться на ноках бегін-реї. Нижня шкаторина такого марселя часто виконується широкою і з великою серповиною, у місці якої іноді ставиться півкругле полотнище (англ. save-all topsail). Також додатково можуть ставити клівери, гаф-топсель, брамсель.
Після кета (що має лише одне вітрило) бермудський шлюп — найпростіший тип вітрильного озброєння. Він є найпопулярнішим типом на вітрильних яхтах, з огляду на зручність управління вітрилом силами невеликого екіпажу (навіть однієї людини), дешевизну внаслідок менш складного обладнання, а також можливість ходу круто до вітру. Єдиним обмеженням є висота щогли: коли вона досягає 18 м, збільшена площа вітрила утрудняє керування ним, втім, сучасні технології полегшують процес через використовування електричних лебідок і систем згортання вітрил.

## Однощоглові судна

Шлюп з гротом, нижнім марселем, верхнім марселем, полотнищем у серповині останнього, брамселем, бротвінером і ватер-зейлем, гаф-топселем, стакселем і двома кліверами.

| Типи однощоглових суден         | Типи однощоглових суден       | Типи однощоглових суден | Типи однощоглових суден | Типи однощоглових суден          | Типи однощоглових суден                  |
| ------------------------------- | ----------------------------- | ----------------------- | ----------------------- | -------------------------------- | ---------------------------------------- |
| Тип озброєння                   | Кутер (тендер)                | Шлюп                    | Кет                     | Йол                              | Марсельний кутер                         |
| Англійська термінологія         | cutter                        | sloop                   | catboat                 | yawl                             | topsail cutter                           |
| Особливості                     | 2 стакселі (клівери) і більше | 1 стаксель              | Без передніх вітрил     | Маленька бізань-щогла з вітрилом | 2 стакселі (клівери) і більше та марсель |
| Схема                           | sans_cadre                    | sans_cadre              | sans_cadre              | sans_cadre                       | sans_cadre                               |
| Приклади гафельного озброєння   | sans_cadre                    | sans_cadre              | sans_cadre              | sans_cadre                       | sans_cadre                               |
| Приклади бермудського озброєння | sans_cadre                    | sans_cadre              | sans_cadre              | sans_cadre                       | sans_cadre                               |

## Інші значення
- Шлюп — трищогловий корабель з прямими вітрилами у флоті 18-19 ст.
- У деяких сучасних іноземних флотах шлюп — тихохідний сторожовий корабель для охорони транспортних караванів.